# Le Tour de Filipinas
Die Le Tour de Filipinas ist ein professionelles philippinisches Etappenrennen im Straßenradsport. Das Rennen wird seit 1955 jährlich in Luzon, Philippinen veranstaltet. Das Rennen ist seit 2010 ein Teil der UCI Asia Tour in der Kategorie 2.2. Traditionell endet das Rennen im Rizal-Park in Manila. Zu seinen früheren Namen gehören die Tour of Luzon, die Marlboro Tour, die Tour of Calabarzon, die Tour of the Philippines und Padyak Pinoy, bevor sie den aktuellen Namen angenommen hat.

## Geschichte

### 1955 bis 1976 – Tour of Luzon
1955 wurde die Tour als viertägiges Rennen von Manila nach Vigan ins Leben gerufen, welches von Antonio Arzala gewonnen wurde. Im Jahr 1977 führten Unstimmigkeiten beim Veranstalter dazu, dass zwei Rundfahrten im selben Jahr stattfanden.

### 1979 bis 1998 – Marlboro Tour
1979 wurde Marlboro offizieller Sponsor der Tour und die Veranstaltung wurde in Marlboro Tour umbenannt. Während dieser Zeit erweiterte die Tour ihre Strecken, indem sie Städte aus Visayas in die Etappen einbezog. Die letzten Runden werden regelmäßig im Rizal-Park vor dem Quirino Grandstand in Manila ausgetragen.
1997–1998 wurde Fahrern aus Asien erlaubt an der Veranstaltung teilzunehmen. Das führte dazu, dass 1997 Wong Kam Po aus Hongkong der erste Nicht-Filipino war der die Veranstaltung gewonnen hat.

### 1999 bis 2001 – Ende der Marlboro Tour
1999 zog sich Marlboro als Sponsor zurück, was sich als verheerender Schlag für die Organisatoren erwies. Man vermutet, dass dadurch mehrere Millionen Pesos an Werbeeinnahmen verloren gingen und somit keine Austragung von 1999 bis 2001 möglich waren.
Es wurde auf den Philippinen ein Gesetz verabschiedet, das die Werbung für Zigaretten im Fernsehen, Radio oder bei Sportveranstaltungen wie der Marlboro-Tour verbot.

### 2002 bis heute
Im Jahr 2002 wurde die Tour wiederbelebt, nachdem neue Sponsoren gefunden waren. Ende Mai fand ein viertägiges Rennen unter dem Namen FedEx Tour of Calabarzon statt. Ein Jahr später wurde der Name in Air21 Tour Pilipinas umbenannt und es wurde über 17 Etappen ausgetragen. Die Tour wurde von Arnel Quirimit aus Pangasinan gewonnen.
Im Jahr 2005 wurde die Tour in „Golden Tour 50 @ 05“ umbenannt, um das 50-jährige Jubiläum der Tour zu ehren. Warren Davadilla, der Sieger der letzten Ausgabe der Marlboro Tour 1998, gewann die Jubiläum-Austragung. Im Jahr 2006 wurde das acht Etappen umfassenden Event, in Padyak Pinoy umbenannt und von Santi Barnachea gewonnen.
Bei der Austragung 2016 mussten die Organisatoren erstmals in der Geschichte des Rennens eine Etappe stoppen aufgrund von beispiellosen Straßen-Reparaturen und die dadurch verursachten Verkehrsstaus in Tiaong, Quezon.
Aktueller Sponsor ist Airfreight 2100, der offizielle Markenträger von FedEx und Air21.

## Sieger

### Tour of Luzon
| Jahr      | Datum            | Etappen          | Distanz          | Sieger            | Zeit             |
| --------- | ---------------- | ---------------- | ---------------- | ----------------- | ---------------- |
| 1955      | 28 April–1 Mai   | 4                | 418 km           | Antonio Arzala    |                  |
| 1956      | 23–27 Mai        | 5                | 1.057 km         | Antonio Arzala    | 33:45:08         |
| 1957      | 28 Mai–7 Juni    | 6                | 1.155 km         | Rufino Gabot      | 51:45:22         |
| 1958      | 14–20 April      | 7                | 1.517 km         | Mamerto Eden      | 61:14:08         |
| 1959      | 12–19 April      | 8                | 1.634 km         | Antonio Arzala    | 59:44:50         |
| 1960      | 14–22 Mai        | 9                | 1.648 km         | Rodrigo Abaquita  | 57:51:02         |
| 1961      | 25 April–7 Mai   | 12               | 2.167 km         | Jose Moring, Jr.  | 59:44:50         |
| 1962      | 26 März–8 April  | 12               | 1.870 km         | Edmundo De Guzman | 61:04:50         |
| 1963      | 21 April–5 Mai   | 14               | 2.334 km         | Gonzalo Recodos   | 78:27:54         |
| 1964      | 19 April–3 Mai   | 14               | 1.967 km         | Jose Sumalde      | 60:22:09         |
| 1965      | 25 April–9 Mai   | 14               | 2.049 km         | Jose Sumalde      | 65:13:19         |
| 1966      | 23 April–8 Mai   | 15               | 1.999 km         | Cornelio Padilla  | 60:45:31         |
| 1967      | 12–19 April      | 8                | 1.634 km         | Cornelio Padilla  | 70:34:57         |
| 1968      | keine Austragung | keine Austragung | keine Austragung | keine Austragung  | keine Austragung |
| 1969      | 18–27 April      | 10               | 1.208 km         | Domingo Quilban   | 37:50:29         |
| 1970–1972 | keine Austragung | keine Austragung | keine Austragung | keine Austragung  | keine Austragung |
| 1973      | 11–20 Mai        | 10               | 1.214 km         | Jesus Garcia, Jr. | 34:38:38         |
| 1974      | 23 April–12 Mai  | 18               | 2.540 km         | Teodorico Rimarim | 78:35:19         |
| 1975      | 19 April–4 Mai   | 15               | 2.207 km         | Samson Etrata     | 66:18:48         |
| 1976      | 21 April–9 Mai   | 6                | 2.200 km         | Modesto Bonzo     | 66:31:10         |

### Tour of the Philippines
| Jahr | Name                       | Datum              | Etappen | Distanz  | Sieger            | Zeit      |
| ---- | -------------------------- | ------------------ | ------- | -------- | ----------------- | --------- |
| 1977 | Tour ng Pilipinas          | 2. Mai–5. Juni     | 24      | 4.000 km | Manuel Reynante   | 106:57:20 |
| 1977 | Marlboro Tour ng Pilipinas | 7.–26. Juni        | 3       | 1.697 km | Jesus Garcia, Jr. | 55:37:52  |
| 1978 | Perk Speed Tour            | 9.–12. Februar     | 4       | 405,8 km | Rumin Salamante   | 10:11:10  |
| 1979 | Marlboro Tour              | 18.–30. April      | 11      | 1.900 km | Paquito Rivas     | 60:01:06  |
| 1980 | Tour of the Philippines    | 15. April–11. Mai  | 21      | 2.780 km | Manuel Reynante   | 83:08:00  |
| 1981 | Tour of the Philippines    | 17. März–12. April | 21      | 3.058 km | Jacinto Sicam     | 87:25:43  |

### Marlboro Tour
| Jahr      | Name                     | Datum             | Etappen          | Distanz          | Sieger              | Zeit             |
| --------- | ------------------------ | ----------------- | ---------------- | ---------------- | ------------------- | ---------------- |
| 1982      | Marlboro Tour            | 22. April–9. Mai  | 15               | 2.192 km         | Jacinto Sicam       | 61:29:17         |
| 1983      | Marlboro Tour            | 16. April–1. Mai  | 14               | 2.313 km         | Romeo Bonzo         | 63:54:31         |
| 1984      | Marlboro Tour            | 26. Mai–10. Juni  | 14               | 2.464 km         | Ruben Carino        | 68:08:49         |
| 1985      | Marlboro Tour            | 18. April–12. Mai | 21               | 3.668 km         | Pepito Calip        | 97:04:42         |
| 1986      | Marlboro Tour            | 26. April–11. Mai | 10               | 2.900 km         | Rolando Pagnanawon  | 77:39:53         |
| 1987      | Marlboro Tour            | 21. Mai–7. Juni   | 17               | 3.282 km         | Reynaldo Dequito    | 88:06:50         |
| 1988      | Marlboro Tour            | 28. April–15. Mai | 17               | 3.544 km         | Armando Catalan     | 94:44:03         |
| 1989      | Marlboro Tour            | 26. April–14. Mai | 18               | 3.539 km         | Gerardo Igos        | 95:40:23         |
| 1990      | Marlboro Tour            | 18. April–6. Mai  | 18               | 3.317 km         | Manuel Buenaventura | 95:58:38         |
| 1991      | Marlboro Tour            | 25. April–12. Mai | 17               | 2.373 km         | Bernardo Llentada   | 63:33:17         |
| 1992      | Marlboro Tour            | 21. Mai–7. Juni   | 17               | 2.731 km         | Renato Dolosa       | 71:21:49         |
| 1993      | Marlboro Tour            | 17. April–9. Mai  | 21               | 3.480 km         | Carlo Guieb         | 91:41:54         |
| 1994      | Marlboro Tour            | 17. April–9. Mai  | 20               | 3.563 km         | Carlo Guieb         | 91:24:13         |
| 1995      | Marlboro Tour            | 18. März–8. April | 19               | 3.280 km         | Renato Dolosa       | 83:43:39         |
| 1996      | Marlboro Tour            | 14. April–5. Mai  | 19               | 3.257 km         | Victor Espiritu     | 80:50:46         |
| 1997      | Marlboro Tour            | 16 April–4 Mai    | 16               | 2.472 km         | Wong Kam Po         | 62:06:28         |
| 1998      | Marlboro Centennial Tour | 15. April–3. Mai  | 16               | 2.494 km         | Warren Davadilla    | 64:58:57         |
| 1999–2001 | keine Austragung         | keine Austragung  | keine Austragung | keine Austragung | keine Austragung    | keine Austragung |

### Le Tour de Filipinas / Padyak Pinoy / FedEx/Air21 Tour
| Jahr | Name                               | Datum                              | Etappen                            | Distanz                            | Sieger                             | Zeit                               |
| ---- | ---------------------------------- | ---------------------------------- | ---------------------------------- | ---------------------------------- | ---------------------------------- | ---------------------------------- |
| 2002 | FedEx Tour of CALABARZON           | 30. Mai–2. Juni                    | 4                                  | 517 km                             | Santi Barnachea                    | 12:41:13                           |
| 2003 | Air21 Tour Pilipinas               | 16. April–11. Mai                  | 15                                 | 2.849 km                           | Arnel Quirimit                     | 55:29:20                           |
| 2004 | Air21 Tour Pilipinas               | 15. April–2. Mai                   | 17                                 | 2.849 km                           | Rhyan Tanguilig                    | 70:28:59                           |
| 2005 | Golden Tour 50@05                  | 26. Mai–5. Juni                    | 10                                 | 1.492 km                           | Warren Davadilla                   | 37:20:55                           |
| 2006 | Padyak Pinoy Tour Pilipinas        | 12.–18. Mai                        | 8                                  | 1.219 km                           | Santi Barnachea                    | 31:10:03                           |
| 2007 | Padyak Pinoy                       | 17.–29. Mai                        | 10                                 | 1.500 km                           | Victor Espiritu                    | 33:02:38                           |
| 2008 | keine Austragung                   | keine Austragung                   | keine Austragung                   | keine Austragung                   | keine Austragung                   | keine Austragung                   |
| 2009 | Padyak Pinoy Tour of Champions     | 8.–15. Mai                         | 8                                  | 1.070 km                           | Joel Calderon                      | 29:52:33                           |
| 2010 | Le Tour de Filipinas               | 12.–20. April                      | 4                                  | 468 km                             | David McCann                       | 11:29:20                           |
| 2011 | Le Tour de Filipinas               | 16.–19. April                      | 4                                  | 468 km                             | Rahim Emami                        | 12:15:34                           |
| 2012 | Le Tour de Filipinas               | 14.–17. April                      | 4                                  | 502 km                             | Baler Ravina                       | 13:20:32                           |
| 2013 | Le Tour de Filipinas               | 13.–16. April                      | 4                                  | 616 km                             | Ghader Mizbani                     | 16:38:37                           |
| 2014 | Le Tour de Filipinas               | 21.–24. April                      | 4                                  | 614 km                             | Mark Galedo                        | 17:12:05                           |
| 2015 | Le Tour de Filipinas               | 1.–4. Februar                      | 4                                  | 532 km                             | Thomas Lebas                       | 13:40:49                           |
| 2016 | Le Tour de Filipinas               | 18.–21. Februar                    | 4                                  | 691 km                             | Oleg Zemljakow                     | 17:36:23                           |
| 2017 | Le Tour de Filipinas               | 18.–21. Februar                    | 4                                  | 726 km                             | Jai Crawford                       | 17:33:07                           |
| 2018 | Le Tour de Filipinas               | 20.–23. Mai                        | 4                                  | 638 km                             | El Joshua Cariño                   | 12:25:23                           |
| 2019 | Le Tour de Filipinas               | 14.–18. Juni                       | 5                                  | 822 km                             | Jeroen Meijers                     | 20:38:07                           |
| 2020 | wegen COVID-19-Pandemie verschoben | wegen COVID-19-Pandemie verschoben | wegen COVID-19-Pandemie verschoben | wegen COVID-19-Pandemie verschoben | wegen COVID-19-Pandemie verschoben | wegen COVID-19-Pandemie verschoben |